# جبل المانع
جبل المانع هو جبل يقع في ريف دمشق. يفصل بين الغوطتين الشرقية والغربية. المدن والقرى التي تحده (الخيارة والكسوة ودير علي والحرجلة) يبلغ ارتفاعه 1،076م وتقع على قمته قلعة أثرية تدعى قلعة النحاس.
تقع على الجبل قواعد عسكرية تابعة للجيش السوري، وقد تعرض بشكل مستمر للقصف من قبل الطيران الإسرائيلي، لوجود قوات إيرانية وقواعد دفاع جوي فيه.[بحاجة لمصدر]